# Bope Poddala Division
Bope Poddala Division är en division i Sri Lanka.   Den ligger i provinsen Southern Province, i den södra delen av landet, 100 km söder om huvudstaden Colombo.